# Phyllis Gotlieb
Phyllis Gotlieb, geboren als Phyllis Fay Bloom (* 26. Mai 1926 in Toronto, Ontario; † 14. Juli 2009 in Toronto, Ontario), war eine kanadische Dichterin und Science-Fiction-Autorin. Ihr Roman A Judgement of Dragons gewann 1982 den Aurora Award für den besten Roman.

## Leben
Sie war die Tochter eines Kinobesitzers, verbrachte einen großen Teil ihrer Kindheit mit den Filmen, die sie in den Spielstätten ihres Vaters sehen konnte, und beschloss bereits früh, Schriftstellerin zu werden. Sie studierte Sprache und Literatur an der University of Toronto und schloss es 1950 mit einem Magistergrad ab. Danach tat sie sich zunächst als Dichterin hervor und trat bei Lyriklesungen u. a. mit Leonard Cohen und Irving Layton auf. Um eine Schreibblockade bei ihrer Lyrik in den 1950er Jahren zu überwinden, begann sie auf Anraten ihres Mannes, SF zu schreiben. Die daraus resultierende Erzählung A Grain Of Manhood wurde 1959 veröffentlicht.
Ihr Roman Sunburst (1964) schildert die Folgen eines Reaktorunfalls, nach dem unter den genetisch geschädigten Kindern auch solche mit übernatürlichen Fähigkeiten auftauchen und in Konflikt mit der Gesellschaft geraten. Das Thema Telepathie wird in vielen ihrer Texte gestaltet, ebenso wie die Chancen und Gefahren der Genetik. In O Master Caliban! (1976) versuchen Roboter, ihren verstorbenen Meister auf einem gefährlichen Dschungelplaneten aus menschlichem und tierischem Erbmaterial neu zu erschaffen, genau wie er selbst Kreaturen konstruiert hatte. Neben Romanen und Erzählungen – darunter dem feministischen Fantasy-Roman Birthstone (2007) – schrieb sie weiterhin Lyrik, aber auch Hörspiele und Theaterstücke.
Sie gilt als die Grande Dame der kanadischen Science-Fiction. Nach dem Titel ihres ersten Science-Fiction-Romans – einem der ersten Beispiele kanadischer SF überhaupt – wurde später noch zu ihren Lebzeiten der kanadische Science-Fiction-Literaturpreis Sunburst benannt.
Acht ihrer Science-Fiction-Romane sind in dem fiktiven Universum der Galactic Federation (GalFed) angesiedelt.
Sie lebte in Toronto und war mit dem Informatikprofessor Calvin Gotlieb verheiratet. 83-jährig starb sie 2009 an einem Blinddarmdurchbruch.

## Bibliographie
GalFed: Sven Dahlgren-Serie
- O Master Caliban! (1976)
  - Deutsch: Oh, Meister Caliban. Übersetzt von Hilde Linnert. Heyne SF&F #3864, 1982, ISBN 3-453-30750-X.
- Heart of Red Iron (1989)

GalFed: Ungrukh Chronicles/Starcats-Trilogie
- A Judgment of Dragons (1980)
- Emperor, Swords, Pentacles (1982)
- The Kingdom of the Cats (1985)

GalFed: Flesh and Gold-Trilogie
- Flesh and Gold (1998)
- Violent Stars (1999)
- MindWorlds (2002)

Einzelromane
- Sunburst (1964)
  - Deutsch: Die Geißel des Lichts. Ein klassischer Science-fiction-Roman. Übersetzt von Walter Brumm. Heyne SF&F #3794, 1981, ISBN 3-453-30696-1.
- Why Should I Have All the Grief (1969)
- Birthstones (2007)

Kurzgeschichtensammlungen
- Son of the Morning and Other Stories (1983)
- Blue Apes (1995)

Kurzgeschichten
- A Grain of Manhood (1959)
- Phantom Foot (1959)
- No End of Time (1960)
- A Bone to Pick (1960)
- Gingerbread Boy (1961)
- Valedictory (1964)
- Planetoid Idiot (1967)
- Monkey Wrench (1968, auch als Rogue's Gambit)
- The Dirty Old Men of Maxsec (1969)
- The Military Hospital (1971)
- Mother Lode (1973)
- Sunday's Child (1977)
- Blue Apes (1981)
- Tauf Aleph (1981)
- The Newest Profession (1982)
  - Deutsch: Der neue Beruf. In: Isaac Asimov, Alice Laurance (Hrsg.): Spekulationen. Heyne SF&F #4274, 1986, ISBN 3-453-31254-6.
- Body English (1986)
- The Other Eye (1990)
- We Can't Go On Meeting Like This (1992)
- Among You (1993)
- End City (1997)
- Waiting Till the Stars Scream (1998, mit Jean-Louis Trudel)

Gedichte
- Who Knows One (1961)
- Within the Zodiac (1964)
- Ordinary, Moving (1969)
- Doctor Umlaut’s Earthly Kingdom (1974)
- The Works: Collected poems (1978)
- Red Blood Black Ink White Paper: New and Selected Poems 1961–2001 (2002)

als Herausgeber
- Tesseracts 2 (mit Douglas Barbour)